# Stalloknatten
Der Stalloknatten (norwegisch) ist ein kleiner und solitärer Nunatak im ostantarktischen Königin-Maud-Land. Er ragt östlich der Henriksenskjera und nördlich des Conradgebirges in der Orvinfjella auf.
Wissenschaftler des Norwegischen Polarinstituts benannten ihn 2016 nach Stallo, einer zentralen Figur aus der Mythologie der Samen.